# Dioscorea proteiformis
Dioscorea proteiformis là một loài thực vật có hoa trong họ Dioscoreaceae. Loài này được H.Perrier mô tả khoa học đầu tiên năm 1946.